# Pedro Piquet
Pedro Piquet (Brazíliaváros, 1998. július 3. –) brazil autóversenyző.

## Magánélete
Édesapja a háromszoros Formula–1-es világbajnok, Nelson Piquet, féltestvére pedig a korábbi szintén Formula–1-es versenyző, Formula–E bajnok, Nelson Piquet Jr.

## Pályafutása

### Gokart
Piquet 2006-ban 8 évesen kezdte meg karrierjét Gokartozással. Háromszor nyerte meg a brazil Gokart-bajnokságot.

### Toyota Racing Series
Együléses autóban először 2014-ben ült, amikor a Toyota Racing Series-ben szállt harcba a bajnokság futamain, de 13. helynél magasabb pozícióban sohasem végzett. A szezon közben távoznia kellett, ugyanis gondok akadtak a versenyengedélyével kapcsolatban.
2016-ra visszatért és kétéves szerződést írt alá az M2 Competition istállóval.

### Brazil Formula–3-as bajnokság
2014-ben az Új-zélandi sorozat mellett a hazájában szereplő Formula–3-as bajnokságban is rajthoz állt. Rendkívül sikeres idényt produkált a tizenhat hétvégéből tizenkettőt megnyert és az év végén bajnok lett 211 pontot gyűjtve, több mint 95 pont előnye volt a második helyezettel szemben. 2015-ben is hatalmas fölényt kiépítve nyerte meg ismét a szériát.

### Formula–3 Európa-bajnokság
2016-ban két évre elkötelezte magát a Formula–3-as Európa-bajnokságban szereplő holland Van Amersfoort Racing-hez. Első idényében gyenge eredményeket hozott. Az év végi összesítést a 19. helyen zárta, ugyanennyi egységet szerezve. 2017-ben egy dobogót szerzett a Norosring-i első futamon, amikor a 2. helyen ért célba.

### GP3
2018-ra a GP3-as sorozatba szerződött a Trident pilótájaként. Két sprintfutam győzelmet aratott, Silverstone-ban és Monzában. Összetettben 6. lett, 106 egységgel. 

### FIA Formula–3 bajnokság
Miután a GP3 és a Formula–3-as Európa-bajnokság összeolvadt egy egységes sorozattá, Piquet továbbra is a Trident versenyzője maradt. Spa-ban megnyerte élete első főversenyét. A bajnokságot az 5. helyen zárta 98 ponttal.

### Formula–2
2019. december 18-án az FIA Formula–2 bajnokságban is szereplő cseh Charouz Racing System bejelentette, hogy Piquet lesz a csapathoz 2018 után visszaérő Louis Delétraz csapattársa a 2020-as idényben. Csupán két alkalommal zárt a pontszerző zónában és csak 3 egységet sikerült gyűjtenie. 2020. december 7-én a hivatalos közösségi oldalain jelentette be egy elég hosszú és sokat mondó üzenet formájában, hogy mindössze egy év elteltével kiszáll a sorozatból.

### Egyéb versenyek
Az együléses versenyeken kívül részt vett más sorozatokban is. 2014-ben egy versenyt nyert szabad kártyásként a Brazil Porsche GT3-as kupában, valamint ugyanebben az évben indult a Brazil Mercedes-Benz Challenge-ben és a Globális Ralikrossz-bajnokságban. 2015-ben is részt vett a Brazil Porsche kupában, ahol ismét egy győzelmet szerzett, továbbá indult a Mobil 1 Porsche Szuperkupában is.

## Eredményei

### Karrier összefoglaló
| Szezon | Bajnokság                      | Csapat                         | Verseny | Győzelem | Pole | Leggyorsabb kör | Dobogós helyezés | Pont | Helyezés |
| ------ | ------------------------------ | ------------------------------ | ------- | -------- | ---- | --------------- | ---------------- | ---- | -------- |
| 2014   | Brazil Formula–3-as bajnokság  | Cesário F3                     | 16      | 11       | 6    | 8               | 14               | 211  | 1.       |
| 2014   | Brazil Porsche GT3-as kupa     |                                | 1       | 1        | 1    | 1               | 1                | 0    | HN‡      |
| 2014   | Brazil Mercedes-Benz Challenge | Linardi Sports                 | 1       | 0        | 0    | 0               | 0                | 7    | 24.      |
| 2014   | Globális Ralikrossz-bajnokság  | Piquet Sports                  | 1       | 0        | 0    | 0               | 1                | 43   | 12.      |
| 2014   | Toyota Racing Series           | M2 Competition                 | 6       | 0        | 0    | 0               | 0                | 140  | 23.      |
| 2015   | Brazil Formula–3-as bajnokság  | Cesário F3                     | 16      | 14       | 8    | 14              | 14               | 213  | 1.       |
| 2015   | Brazil Porsche GT3-as kupa     |                                | 10      | 1        | 1    | 6               | 5                | 49   | 13.      |
| 2015   | Porsche Szuperkupa             | The Heart of Racing by Lechner | 2       | 0        | 0    | 0               | 0                | 0    | HN‡      |
| 2016   | Formula–3 Európa-bajnokság     | Van Amersfoort Racing          | 30      | 0        | 0    | 0               | 0                | 19   | 19.      |
| 2016   | Masters of Formula–3           | Van Amersfoort Racing          | 1       | 0        | 0    | 0               | 0                | —    | 6.       |
| 2016   | Makaói nagydíj                 | Van Amersfoort Racing          | 1       | 0        | 0    | 0               | 0                | —    | 9.       |
| 2016   | Toyota Racing Series           | M2 Competition                 | 15      | 2        | 1    | 3               | 7                | 710  | 5.       |
| 2017   | Formula–3 Európa-bajnokság     | Van Amersfoort Racing          | 30      | 0        | 0    | 0               | 1                | 80   | 14.      |
| 2017   | Makaói nagydíj                 | Van Amersfoort Racing          | 1       | 0        | 0    | 0               | 0                | —    | 6.       |
| 2017   | Toyota Racing Series           | M2 Competition                 | 15      | 3        | 0    | 0               | 8                | 850  | 2.       |
| 2018   | GP3                            | Trident                        | 18      | 2        | 0    | 0               | 4                | 106  | 6.       |
| 2019   | Formula–3                      | Trident                        | 16      | 1        | 0    | 1               | 3                | 98   | 5.       |
| 2020   | Formula–2                      | Charouz Racing System          | 24      | 0        | 0    | 0               | 0                | 3    | 20.      |

* A szezon jelenleg is zajlik.
‡ Mivel Piquet csak vendégszereplő volt a bajnokságban, így nem volt jogosult pontokra.

### Teljes Porsche-szuperkupa eredménylistája
| Év   | Csapat                         | 1   | 2   | 3      | 4   | 5       | 6   | 7   | 8   | 9   | Helyezés | Pont |
| ---- | ------------------------------ | --- | --- | ------ | --- | ------- | --- | --- | --- | --- | -------- | ---- |
| 2015 | The Heart of Racing by Lechner | ESP | MON | AUT 27 | GBR | HUN Kiz | BEL | ITA | USA | USA | HN‡      | 0‡   |

‡ Mivel Piquet csak vendégszereplő volt a bajnokságban, így nem volt jogosult pontokra.

### Teljes Formula–3 Európa-bajnokság eredménysorozata
(Táblázat értelmezése)

(Félkövér: pole-pozícióból indult; dőlt: leggyorsabb kört futott) 

| Év   | Csapat                | Motor    | 1        | 2        | 3        | 4        | 5        | 6       | 7        | 8        | 9        | 10       | 11       | 12       | 13      | 14       | 15       | 16       | 17       | 18       | 19       | 20       | 21       | 22       | 23       | 24       | 25       | 26       | 27       | 28       | 29       | 30       | Helyezés | Pont |
| ---- | --------------------- | -------- | -------- | -------- | -------- | -------- | -------- | ------- | -------- | -------- | -------- | -------- | -------- | -------- | ------- | -------- | -------- | -------- | -------- | -------- | -------- | -------- | -------- | -------- | -------- | -------- | -------- | -------- | -------- | -------- | -------- | -------- | -------- | ---- |
| 2016 | Van Amersfoort Racing | Mercedes | LEC 1 11 | LEC 2 14 | LEC 3 Ki | HUN 1 13 | HUN 2 14 | HUN 3 7 | PAU 1 20 | PAU 2 Ki | PAU 3 10 | RBR 1 19 | RBR 2 Ki | RBR 3 13 | NOR 1 9 | NOR 2 Ki | NOR 3 Ki | ZAN 1 13 | ZAN 2 16 | ZAN 3 13 | SPA 1 18 | SPA 2 6  | SPA 3 14 | NÜR 1 17 | NÜR 2 9  | NÜR 3 15 | IMO 1 Ki | IMO 2 12 | IMO 3 14 | HOC 1 16 | HOC 2 17 | HOC 3 15 | 19.      | 19   |
| 2017 | Van Amersfoort Racing | Mercedes | SIL 1 9  | SIL 2 18 | SIL 3 11 | MNZ 1 16 | MNZ 2 Ki | MNZ 3 7 | PAU 1 7  | PAU 2 13 | PAU 3 8  | HUN 1 17 | HUN 2 13 | HUN 3 14 | NOR 1 2 | NOR 2 6  | NOR 3 Ki | SPA 1 10 | SPA 2 16 | SPA 3 12 | ZAN 1 7  | ZAN 2 Ki | ZAN 3 6  | NÜR 1 Ki | NÜR 2 17 | NÜR 3 13 | RBR 1 10 | RBR 2 15 | RBR 3 15 | HOC 1 7  | HOC 2 7  | HOC 3 6  | 14.      | 80   |

### Teljes GP3-as eredménylistája
(Táblázat értelmezése)

(Félkövér: pole-pozícióból indult; dőlt: leggyorsabb kört futott) 

| Év   | Csapat  | 1         | 2          | 3         | 4         | 5         | 6         | 7         | 8         | 9          | 10        | 11        | 12        | 13        | 14        | 15         | 16         | 17         | 18         | Helyezés | Pont |
| ---- | ------- | --------- | ---------- | --------- | --------- | --------- | --------- | --------- | --------- | ---------- | --------- | --------- | --------- | --------- | --------- | ---------- | ---------- | ---------- | ---------- | -------- | ---- |
| 2018 | Trident | ESP FEA 9 | ESP SPR Ki | FRA FEA 6 | FRA SPR 2 | AUT FEA 4 | AUT SPR 2 | GBR FEA 7 | GBR SPR 1 | HUN FEA 12 | HUN SPR 9 | BEL FEA 4 | BEL SPR 5 | ITA FEA 7 | ITA SPR 1 | RUS FEA 15 | RUS SPR 11 | UAE FEA 12 | UAE SPR Ki | 6.       | 106  |

† A versenyt nem fejezte be, de helyezését értékelték, mert a versenytáv több, mint 90%-át teljesítette.

### Teljes FIA Formula–3-as eredménysorozata
(Táblázat értelmezése)

(Félkövér: pole-pozícióból indult; dőlt: leggyorsabb kört futott) 

| Év   | Csapat  | 1          | 2          | 3         | 4         | 5         | 6          | 7         | 8           | 9          | 10         | 11        | 12        | 13        | 14        | 15        | 16         | Helyezés | Pont |
| ---- | ------- | ---------- | ---------- | --------- | --------- | --------- | ---------- | --------- | ----------- | ---------- | ---------- | --------- | --------- | --------- | --------- | --------- | ---------- | -------- | ---- |
| 2019 | Trident | ESP FEA 26 | ESP SPR 16 | FRA FEA 3 | FRA SPR 2 | AUT FEA 6 | AUT SPR 15 | GBR FEA 6 | GBR SPR 27† | HUN FEA Ki | HUN SPR 27 | BEL FEA 1 | BEL SPR 6 | ITA FEA 5 | ITA SPR 6 | RUS FEA 6 | RUS SPR Ki | 5.       | 98   |

† A versenyt nem fejezte be, de helyezését értékelték, mert a versenytáv több, mint 90%-át teljesítette.

### Teljes FIA Formula–2-es eredménysorozata
(Táblázat értelmezése)

(Félkövér: pole-pozícióból indult; dőlt: leggyorsabb kört futott) 

| Év   | Csapat                | 1           | 2           | 3           | 4           | 5          | 6          | 7           | 8           | 9           | 10          | 11         | 12        | 13         | 14         | 15         | 16         | 17         | 18         | 19         | 20        | 21          | 22           | 23          | 24          | Helyezés | Pont |
| ---- | --------------------- | ----------- | ----------- | ----------- | ----------- | ---------- | ---------- | ----------- | ----------- | ----------- | ----------- | ---------- | --------- | ---------- | ---------- | ---------- | ---------- | ---------- | ---------- | ---------- | --------- | ----------- | ------------ | ----------- | ----------- | -------- | ---- |
| 2020 | Charouz Racing System | AUT1 FEA 13 | AUT1 SPR 13 | AUT2 FEA 18 | AUT2 SPR 14 | HUN FEA 14 | HUN SPR 15 | GBR1 FEA 11 | GBR1 SPR 17 | GBR2 FEA 21 | GBR2 SPR 16 | ESP FEA 14 | ESP SPR 7 | BEL FEA 12 | BEL SPR 12 | ITA FEA 12 | ITA SPR 17 | MUG FEA 13 | MUG SPR 12 | RUS FEA 17 | RUS SPR 9 | BHR1 FEA 11 | BHR1 SPR 19† | BHR2 FEA 10 | BHR2 SPR 11 | 20.      | 3    |

* A szezon jelenleg is zajlik.
† A versenyt nem fejezte be, de helyezését értékelték, mert a versenytáv több, mint 90%-át teljesítette.